# José Antonio Padilla Segura

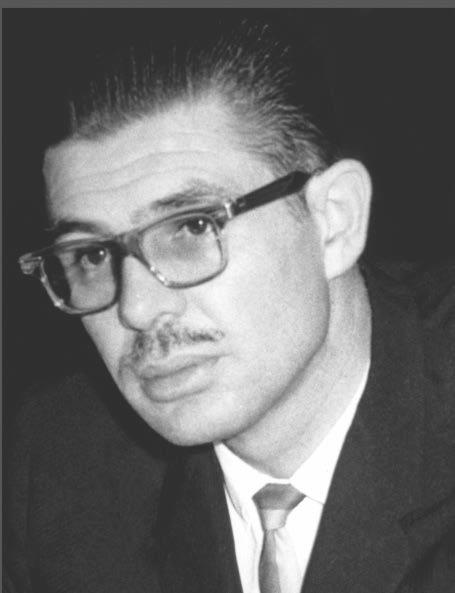
José Antonio Padilla Segura

José Antonio Padilla Segura (* 12. März 1922 in San Luis Potosí, Bundesstaat San Luis Potosí; † 2. März 2012) war ein mexikanischer Elektroingenieur, Hochschullehrer, Wirtschaftsmanager und Politiker des Partido Revolucionario Institucional (PRI), der unter anderem zwischen 1963 und 1964 Generaldirektor des Nationalen Polytechnischen Instituts (IPN) von 1964 bis 1970 in der Regierung Gustavo Díaz Ordaz Minister für Kommunikation und Verkehr war.

## Leben
José Antonio Padilla Segura war ein Sohn des Angestellten José Padilla Romo und dessen Ehefrau Antonia Segura y Gama, die mit Antonio Díaz Soto y Gama verwandt war, einem bekannten politischen Aktivisten der 1920er Jahre, der durch die anarchistische und anarchosyndikalistische Weltanschauung inspiriert wurde. Er arbeitete nach dem Schulbesuch in Aguascalientes und Mexiko-Stadt 1938 im Unternehmen Mexican Electrical Laboratories, S.A. und absolvierte ein Studium an der Hochschule für Maschinenbau und Elektrotechnik ESIME (Escuela Superior de Ingeniería Mecánica y Eléctrica), welches er als Elektroingenieur beendete. Nschdem er 1942 seine Promotion zum Doctor of Philosophy (Ph.D.) in Naturwissenschaften an der Nationalen Ingenieurschule der Nationalen Autonomen Universität von Mexiko (UNAM) abgeschlossen hatte, war er von 1942 bis 1945 Ingenieur in der Nationalen Wasserkommission CONAGUA (Comisión Nacional del Agua) tätig und arbeitete daraufhin als Ingenieur bei Cerveceria Moctezuma in Orizaba, als Geschäftsführer von Franco and Company, als Geschäftsführer von Otto Deutz Motores, S.A. (1945 bis 1946) sowie als Geschäftsführer von Acosta y Padilla (1946 bis 1957) in der Privatwirtschaft.
Im Anschluss war er unter anderem Ingenieur im damaligen Ministerium für Wasserwirtschaft SRH (Secretaría de Recursos Hidráulicos) und lehrte er als Professor für Elektrotechnik an der Ingenieurschule der UNAM sowie am Nationalen Polytechnischen Institut IPN (s). Er war zeitweise auch Leiter der Labore der Hochschule für Maschinenbau und Elektrotechnik sowie Vizepräsident des Forschungszentrums des IPN. Als Nachfolger von Eugenio Méndez Docurro fungierte er schließlich von 1963 bis zu seiner Ablösung durch Guillermo Massieu Helguera 1964. Am 3. August 1964 verlieh die Universidad Autónoma de Sinaloa den Titel eines Ehrendoktors.
Am 1. Dezember 1964 wurde Padilla Segura als Minister für Kommunikation und Verkehr (Secretario de Comunicaciones y Transportes) in die Regierung von Präsident Gustavo Díaz Ordaz berufen und bekleidete dieses Ministeramt bis zum Ende der Amtszeit von Díaz Ordaz am 30. November 1970. Er fungierte zwischen 1971 und 1978 als Generaldirektor des Stahlerzeugungsunternehmens Altos Hornos de México, S.A.B. de C.V. (AHMSA), das sich in den 1960er und 1970er Jahren mit einer Jahresproduktion von 2 bis 3,75 Millionen Tonnen Flüssigstahl als größtes Unternehmen in diesem Bereich in Lateinamerika etablierte. Zwischenzeitlich kandidierte er 1976 ohne Erfolg bei den Vorwahlen der Partei der instutionalisierten Revolution PRI (Partido Revolucionario Institucional) als Senator für den Bundesstaat San Luis Potosí. Er war zudem von 1979 bis 1982 Gründer und erster Generaldirektor der Nationalen Hochschule für technische Berufsausbildung CONALEP (Colegio Nacional de Educación Profesional Técnica). Im Anschluss wurde er 1982 für die PRI Mitglied des Bundessenats (Senado de la República) des Kongresses der Union und vertrat in diesem bis 1988 den Bundesstaat San Luis Potosí. Daraufhin war er zwischen dem 15. November 1988 und dem 31. August 1991 noch Mitglied der Asamblea de Representantes del Distrito Federal, des Parlaments des Bundesdistrikts Mexiko-Stadt. Aus seiner Ehe mit Maria Elena Longoria ging der Sohn José Antonio Padilla Longoria hervor, der 1982 Generaldirektor im Ministerium für Kommunikation und Transport wurde.

## Veröffentlichung
- Universidad, génesis y evolución, Universidad Autónoma de San Luis Potosí, 1994

## Hintergrundliteratur
- Roderic Ai Camp: Mexican Political Biographies, 1935–2009, University of Texas Press, Austin 2011, ISBN 978-0-292-72634-5, S. 538 f.
- Manuel Quijano Torres: 200 AÑOS DE ADMINISTRACIÓN PÚBLICA EN MÉXICO. LOS GABINETES EN MÉXICO: 1821–2012, S. 415, 551, INAP 2012 (Memento vom 26. Januar 2022 im Internet Archive)